# Crécy-en-Ponthieu
Crécy-en-Ponthieu é uma comuna francesa na região administrativa de Altos da França, no departamento de Somme. Estende-se por uma área de 56,55 km². Em 2010 a comuna tinha 1 432 habitantes (densidade: 25,3 hab./km²).